# Роата Кјузани (Кунео)
Роата Кјузани је насеље у Италији у округу Кунео, региону Пијемонт.
Према процени из 2011. у насељу је живело 581 становника. Насеље се налази на надморској висини од 449 м.